# 아이씨티컴플라이언스
아이씨티컴플라이언스는 2015년 12월에 설립된 대한민국의 인증컨설팅, 대행 기업이다.
사업 초장기부터 2021년까지는 국내외 인증 대행 서비스를 제공하였으며,2022년부터는 투자를 유치하며 LooKC이라는 인증검색 및 관리 서비스를 출시하며 벤처기업으로 피봇하여 사업을 운영 중이다.
상호가 길어 통상 ICTC나 아이씨티씨라는 약칭으로 불린다.

## 주요사업

### 인증 컨설팅 사업
국내 의무 인증의 대표격인 KC인증을 주로 취급하며 190여개국의 해외인증 대행을 수행하고 있다.
국내 의무 인증은 『전기용품 및 생활용품 안전관리법』상의 전기용품, 생활용품, 소위 전파인증이라 불리는『전파법』상의 적합성평가 대상기자재, 『어린이제품 안전특별법』상의 어린이제품, 『에너지이용합리화법』 상의 에너지효율등급기자재 및 대기전력저감프로그램 , 생활화학제품 대상품목을 주로 다룬다.

### LooKC
'찾는다'는 뜻의 LooK과 KC인증의 'KC'를 결합한 아이씨티컴플라이언스가 자체 개발한 인증 검색 솔루션이다.
'룩씨'라고 읽는 경우가 많으나, 업체 공식 명칭은 '룩'이다.
2022년 6월, 제품의 국내 의무인증항목을 검색 즉시 확인할 수 있는 통합 검색솔루션을 Android 버전을 시작으로 정식 출시했다. iOS버전은 7월 출시되었다.
2022년 9월, 아이씨티컴플라이언스에 의뢰한 인증내역을 통합 관리할 수 있는 프로젝트 서비스를 추가하였다.
- (한시적) 무료 서비스

이하 서술된 모든 서비스 및 기능은 무료로 제공되고 있다.
LooKC 소개페이지 및 공지사항에서는 한시적 무료로 작성되어 있으나, 별도 고지시까지 무료로 사용이 가능할 것으로 보인다.최근 앱스토어에서 '인앱구매' 문구가 삭제된 점에서도 근시일 내에 유료 전환을 없을 것이라는 추측이 가능하다
- 키워드 검색

복잡한 법정품목명이 아닌 제품이 일반적으로 불리는 명칭들로도 검색이 가능하다. 일반적으로 헤어드라이기라 불리는 제품의 법정품목명이 '모발건조기'인 것을 본다면 매우 사용자 친화적이라는 것을 느낄 수 있다. 검색 직후 리스트에서부터 제품이 받아야하는 국내 의무 인증을 모두 찾아볼 수 있다.
상세페이지에서는 인증 진행에 필요한 대부분의 정보를 모두 제공하고 있다.
검색어는 '제품추가요청' 기능 등을 통해사용자의 피드백을 받아 주기적으로 업데이트 되는 것으로 보인다.
- 필터 기능

동일한 제품(품목)이라 하더라도 제품의 사양에 따라 대상여부가 달라진다는 점이 인증의 가장 큰 허들이다. LooKC에서는 제품의 주요 사항을 필터로 만들어 다양한 사양의 제품도 검색이 가능하다.
- 1:1 상담

인증과 관련한 상담을 1:1 채팅으로 즉시 진행할 수 있다. 채널톡 서비스를 통해 문의를 하거나 카카오톡 연동을 통해 상담이 가능하다. 상담은 시험원 출신의 전문 컨설턴트들이 진행한다고한다.
상담 가능 시간은 09:00부터 17:00으로 기재되어 있다.
- 프로젝트

아이씨티컴플라이언스에 의뢰한 제품 인증에 대한 이력을 통합 관리할 수 있는 기능이다. 제품이 복수의 인증을 진행하는 경우에도 복수의 인증 항목에 대한 이력을 한 번에 조회할 수 있다. 일반적인 시험소에서는 접수 후 진행여부(시험 중, 완료)와 같은 상태값만을 제공하는 것과 달리 인증 진행 히스토리를 모두 투명하게 제공한다는 점에서 차별점을 가지고 있다.
진행 이력이 없는 사용자에게는 체험을 위해 '샘플'데이터가 노출된다. 인증을 의뢰한 이후부터는 샘플 데이터가 아닌 실제 데이터가 조회된다.